# Fulmar Island
Fulmar Island ist eine Insel vor der Küste des Königin-Marie-Lands. In der Gruppe der Haswell-Inseln liegt sie unmittelbar südlich der Sykow-Insel.
Die Mannschaft der Westbasis bei der Australasiatischen Antarktisexpedition (1911–1914) unter der Leitung des australischen Polarforschers Douglas Mawson entdeckte sie. Sie kartierten sie allerdings irrtümlich gemeinsam mit der Sykow-Insel als eine einzige Insel und benannten sie nach dem hier brütenden Silbersturmvogel (Fulmarus glacialoides). Sowjetische Wissenschaftler klärten diesen Irrtum 1956 auf und behielten die Benennung für die hier beschriebene Insel bei.